# Plaça de les Matemàtiques
La Plaça de les Matemàtiques és una plaça situada a la ciutat de Barcelona.
L'any 2007, l'Ajuntament de Barcelona es va unir al Govern d'Espanya al nomenament de l'Any de la ciència. Per aquest motiu, es va nomenar per noms de ciències diferents places i glorietes de la ciutat, entre elles la Plaça de les Matemàtiques i el carrer de la Física.